# Bouse séchée

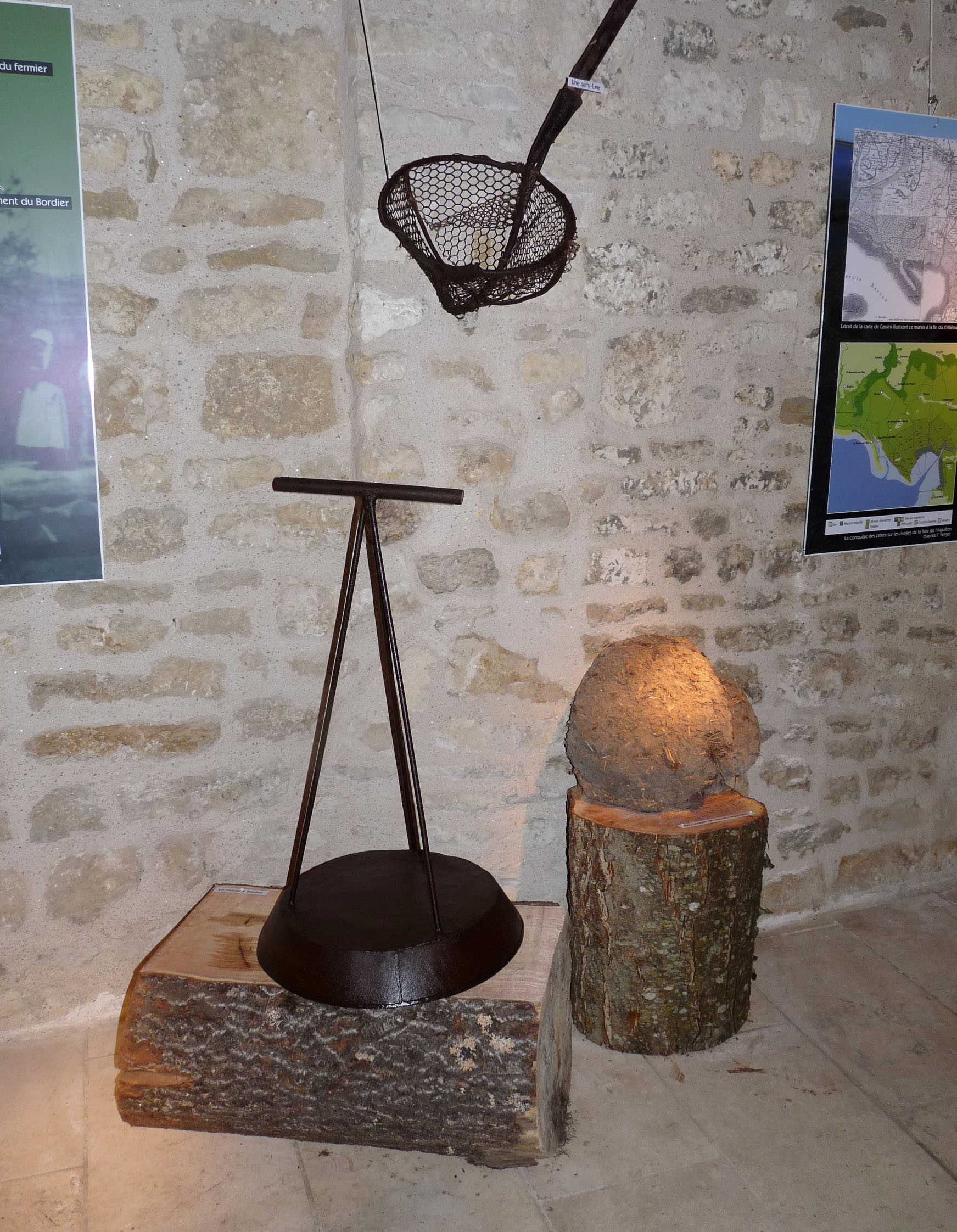
Ustensiles pour la collecte et le façonnage d'une bousette (à droite) à la Maison du marais poitevin de Coulon, en France où la production est attestée dès l'Ancien Régime. Elles peuvent être utilisées telles quelles ou subir une préparation (façonnage, moulage, malaxage avec des débris végétaux ou des matières inertes (sable, terre).

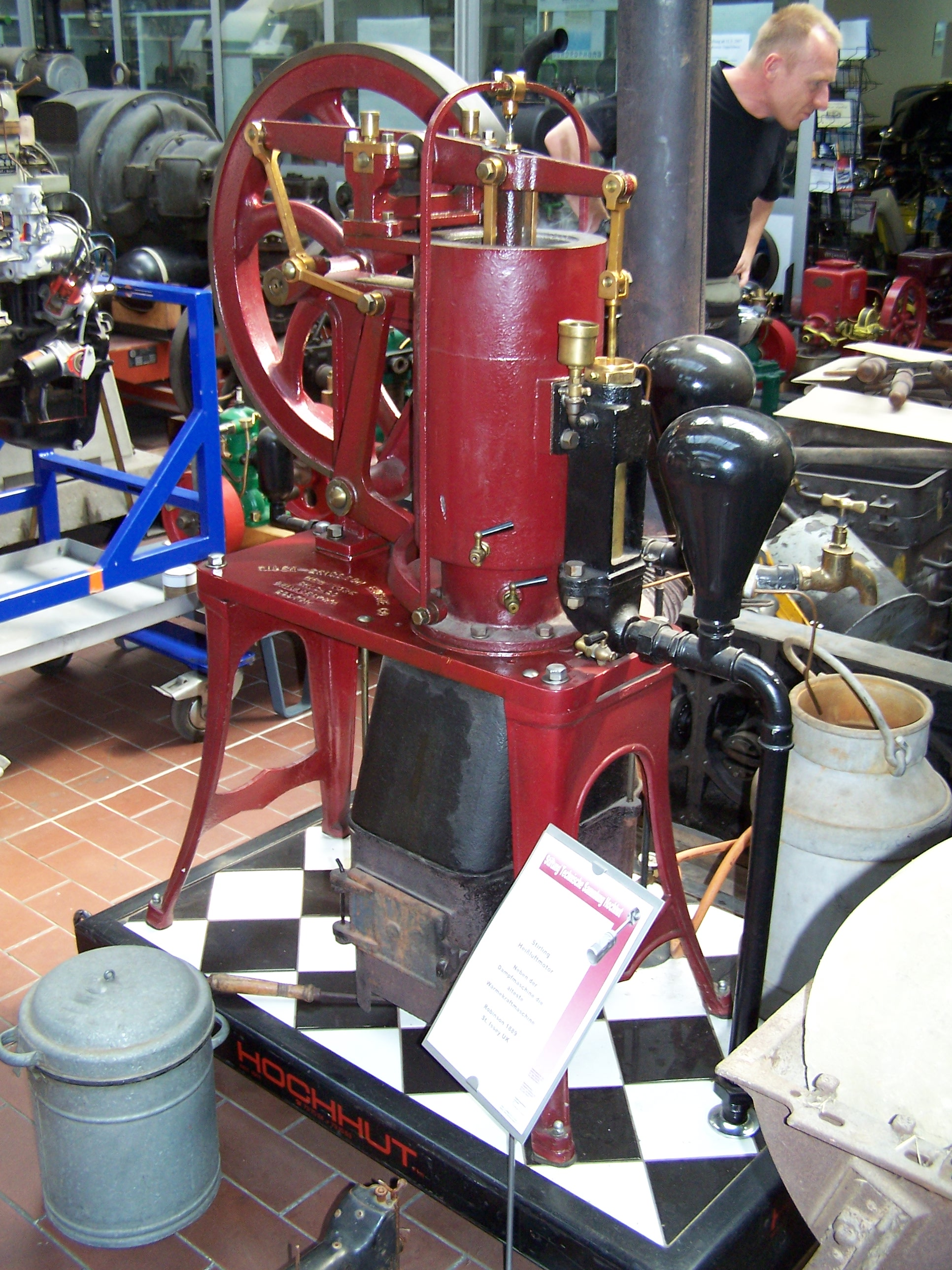
Un moteur Stirling fonctionnant à la bouse séchée ; collection de la fondation, à Francfort-sur-le-Main.

La bouse séchée est le nom donné aux bouses animales séchées et employées comme combustible. Ce terme générique correspond à un emploi largement répandu de par le monde, qu'il s'agisse de réemploi des excréments seuls ou du fumier animal. On l'appelle parfois « bois de vache ».
La bouse séchée est utilisée soit seule et brute, soit façonnée et additionnée de déchets de moissonnage ou de paille ; on parle alors de bousats. On trouve également le terme de kizyak, dans le contexte de l'Europe de l'Est, du Caucase et de l'Asie centrale.

## Histoire
« Voici, je te donne des excréments de bœuf au lieu d’excréments humains, et tu feras ton pain dessus. »

— Livre d'Ézéchiel
L'usage de bouses et excréments animaux comme source d'énergie est ancien. On trouve trace de cet usage aux temps préhistoriques,, par exemple en Égypte antique, en Perse ou en Guinée équatoriale chez les Fangs. Le recours aux excréments des animaux sauvages ou domestiques (vaches, chameaux, ânes) apparaît dans les régions manquant de matières ligneuses (Égypte, Mésopotamie, notamment lors de l'exil des Juifs à Babylone). Il apparaît aussi dans la Bible où l'usage des excréments humains ou d'animaux impurs (en) pour alimenter le four à pain répugne à l'homme.
Le mode d'emploi a peu varié depuis, et cette source d'énergie reste employée un peu partout dans le monde, là où l'achat d'autres formes de combustibles s'avère moins économique.
Plus récemment et de manière analogue, l'usage de matières fécales comme source d'énergie a été étudié. Il peut s'agir d'employer la méthanisation de fumiers ou de matières fécales humaines issues de la collecte des eaux usées par exemple, ou encore l'emploi des matières récoltées dans les toilettes sèches.
On peut citer parmi ces procédés les méthaniseurs, les toilettes à incinération (en) ou le module Omni Processor (en), dont la promotion est faite par la Bill & Melinda Gates Foundation dans leur programme « Reinvent the Toilet Challenge ».
En 2015, un rapport de l'Institute for Water, Environment & Health de l'université des Nations unies évalue que l'exploitation du biogaz issu du traitement des matières fécales représenterait l'équivalent de 8,7 milliards d'euros de gaz naturel, et permettrait d'alimenter 138 millions de foyers à l'échelle planétaire ; cela représente 185  à   345 millions d'euros et permettrait 18 millions de foyers dans le seul sous-continent indien, là où la ressource serait la plus valorisable. Les résidus de fermentation pourraient être employés comme substitut au charbon,.

## Caractéristiques et performances
La bouse séchée est employée la plus sèche possible, rendant sa combustion plus facile et plus complète. Généralement, la bouse séchée est employée lorsque son taux d'humidité devient inférieur à 30 %.
L'emploi de la bouse séchée comporte avantages et inconvénients. Pour ce qui est des avantages, citons :
- Un coût moindre que les combustibles fossiles
- Un bon rendement
- Une limitation de la pression mise sur la ressource locale en bois
- Une bonne disponibilité, assortie d'une faible distance entre lieux de production et de consommation
- Un système financier facultatif (la bouse séchée pouvant être échangée plutôt que vendue)
- Une pollution globale limitée
- Une filière valorisant le fumier animal et limitant son caractère potentiellement pathogène
- Une source d'énergie renouvelable

Pour ce qui est des inconvénients, si le coût environnemental global de la bouse séchée est plutôt intéressant, il faut néanmoins constater que sa combustion, du fait du modeste « raffinage » de ce combustible, participe localement de l'augmentation de la pollution atmosphérique.
Lors d'une expérience menée en Égypte, un feu de bouses séchées est parvenu à produire « une température maximale de 640 °C en 12 minutes, la température chutant à 240 °C au bout de 25 minutes puis à 100 °C au bout de 45 minutes. Ces températures ont été atteintes sans que le feu ne soit rechargé ni attisé ».

## Emplois

### Afrique
En Afrique du Sud, la bouse séchée est utilisée pour la préparation du potjiekos.
En Égypte, les bouses de vache, de buffle ou encore de chameau sont mêlées à de la paille et à d'autres déchets de moisson lors de la confection du « gella » ou « jilla » (« الجِلَة »). Cette appellation moderne correspond au « khoroshtof » du Moyen Âge. Pendant les années 1980, les briquettes de bouse mêlée de déchets de moissonnage constituaient la source de 76,4 % de l'énergie consommée dans les zones rurales égyptiennes.
Au Lesotho, on emploie le « lisu ».

### Amériques
les Amérindiens pueblos utilisaient de la bouse séchée comme combustible[réf. nécessaire]. À leur arrivée dans les Grandes Plaines, les premiers colons européens utilisèrent du fumier de bison séchée comme combustible, appelé « buffalo chips ».
Au Pérou, le M.N. Yavari, canonnière sur le lac Titicaca construite par Thames Iron Works à Londres en 1861-1862, dont la chaudière Watt a fonctionné à la bouse de lama jusqu'en 1914.

### Asie
Au Bangladesh, la bouse de vache séchée est désignée ghunte en bengali. En Chine, les appellations et usages varient selon que l'on se trouve chez les Mongols (on parle d’argal), les Toungouses, les Tibétains, les Hani, etc.
En Inde, l'usage peut varier selon la région, qu'il s'agisse de bouses de buffle d'eau ou de vache ; dans certains régions, le brulage de bouses de vache séchées revêt un caractère sacré. La bouse de vache est dénommée en hindi gomaya, komaya ou encore upla.
En Iran, la bouse séchée est employée depuis la Préhistoire.
Au Kazakhstan, le kizyak est utilisé dans les plaines de la steppe et en Asie centrale, est fait de bouses ramassées dans la steppe, humidifiées pour être mêlées à de la paille puis mises à sécher sous forme discoïde.
Au Kirghizistan, on emploie la bouse séchée dans des fours spécialement conçus.
La bouse séchée est également utilisée au Népal et au Pakistan.

### Europe
En Bretagne, le « glaoued », « benzel », « torpez », « tolpez » était employé jusqu'au début du XXe siècle, voire jusque dans les années 1950.
En Islande, l'usage de la bouse séchée pour la conservation de la viande par fumage est attestée à l'âge des Vikings

### Galerie photographique

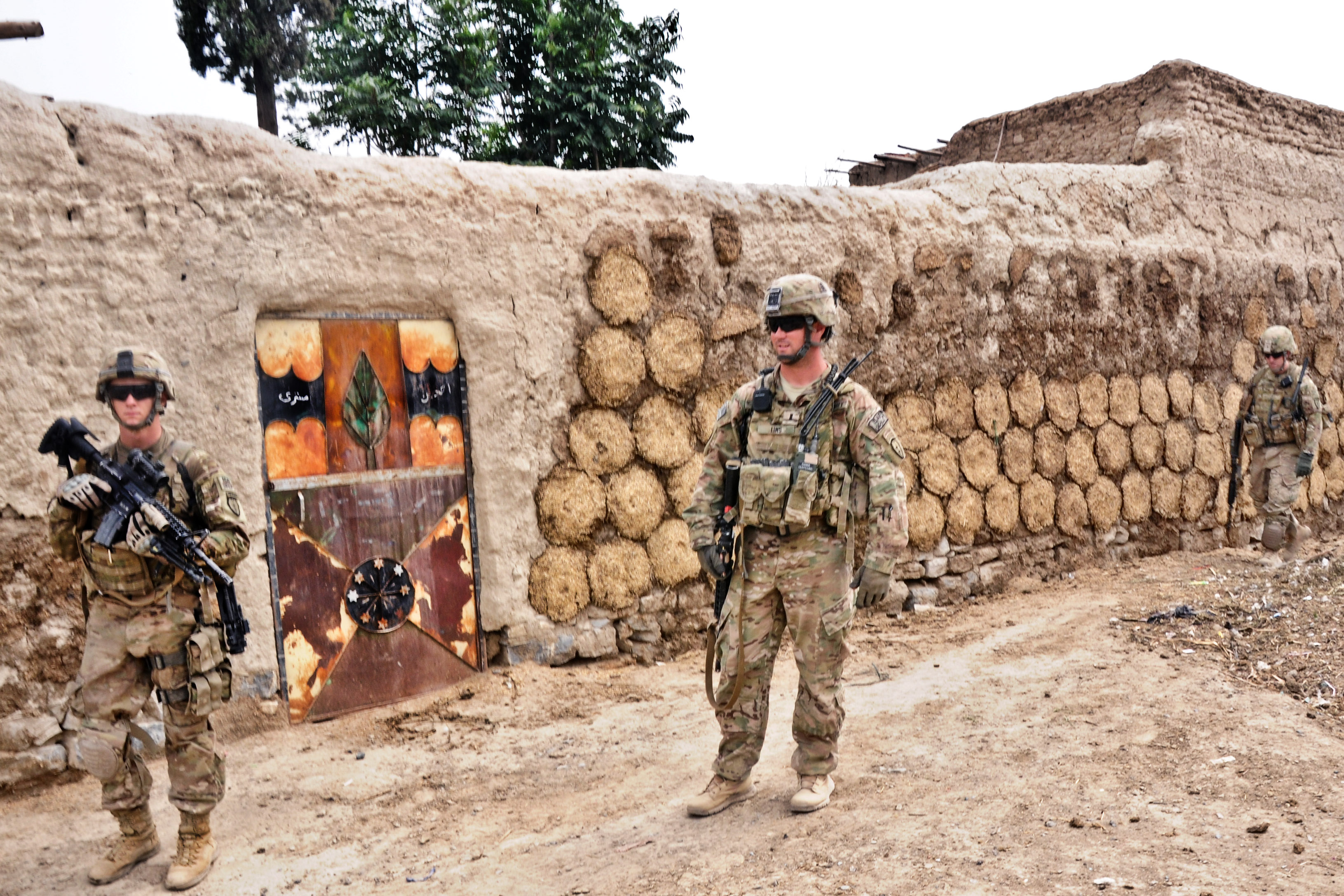
Des soldats américains patrouillant devant un qalat (en) afghan couvert de bouses de vache façonnées et séchées, en Afghanistan.
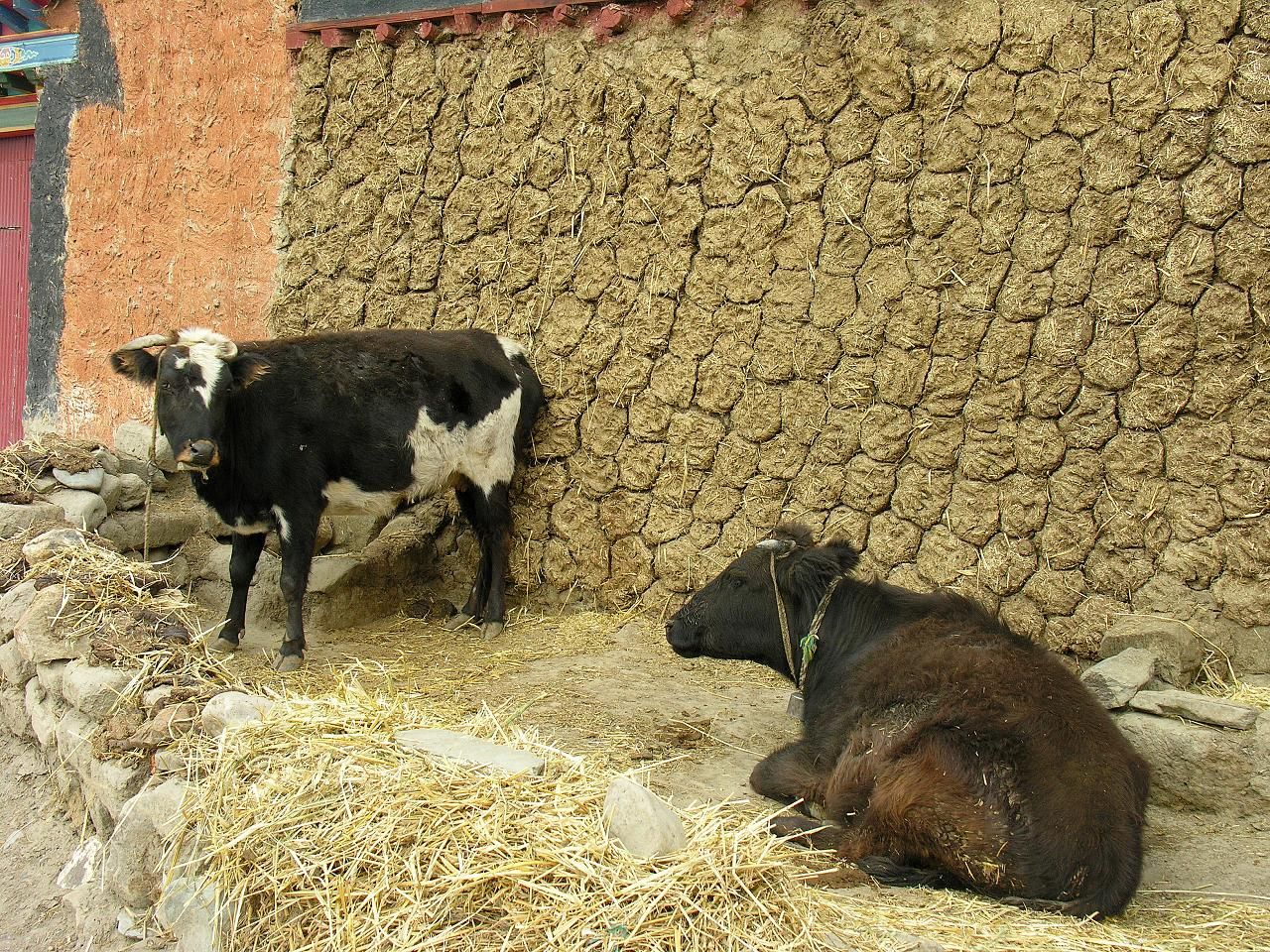
Séchage de bouses de vache au Tibet.
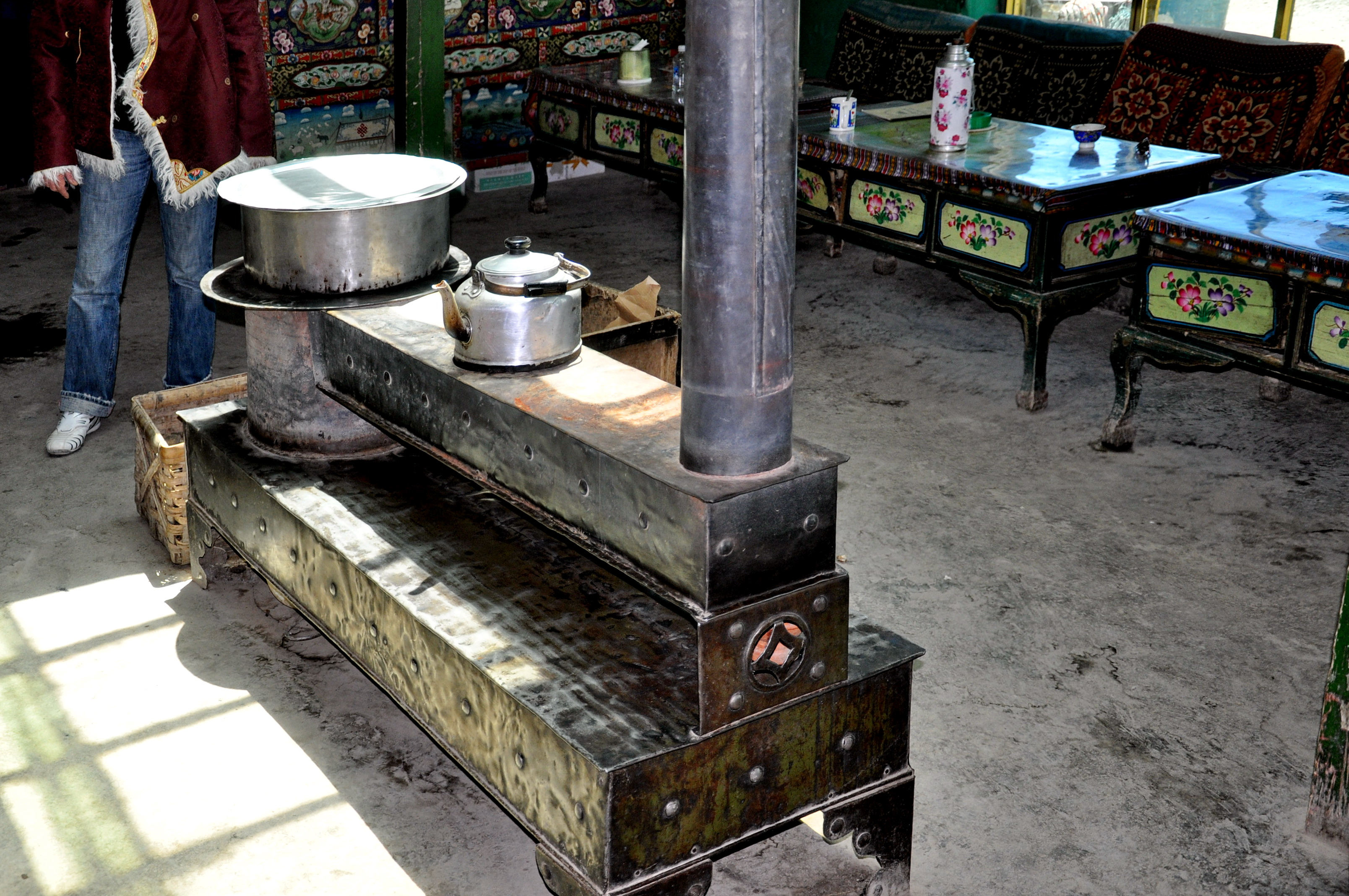
Cuisinière tibétaine alimentée en boulettes de bouse de yak.
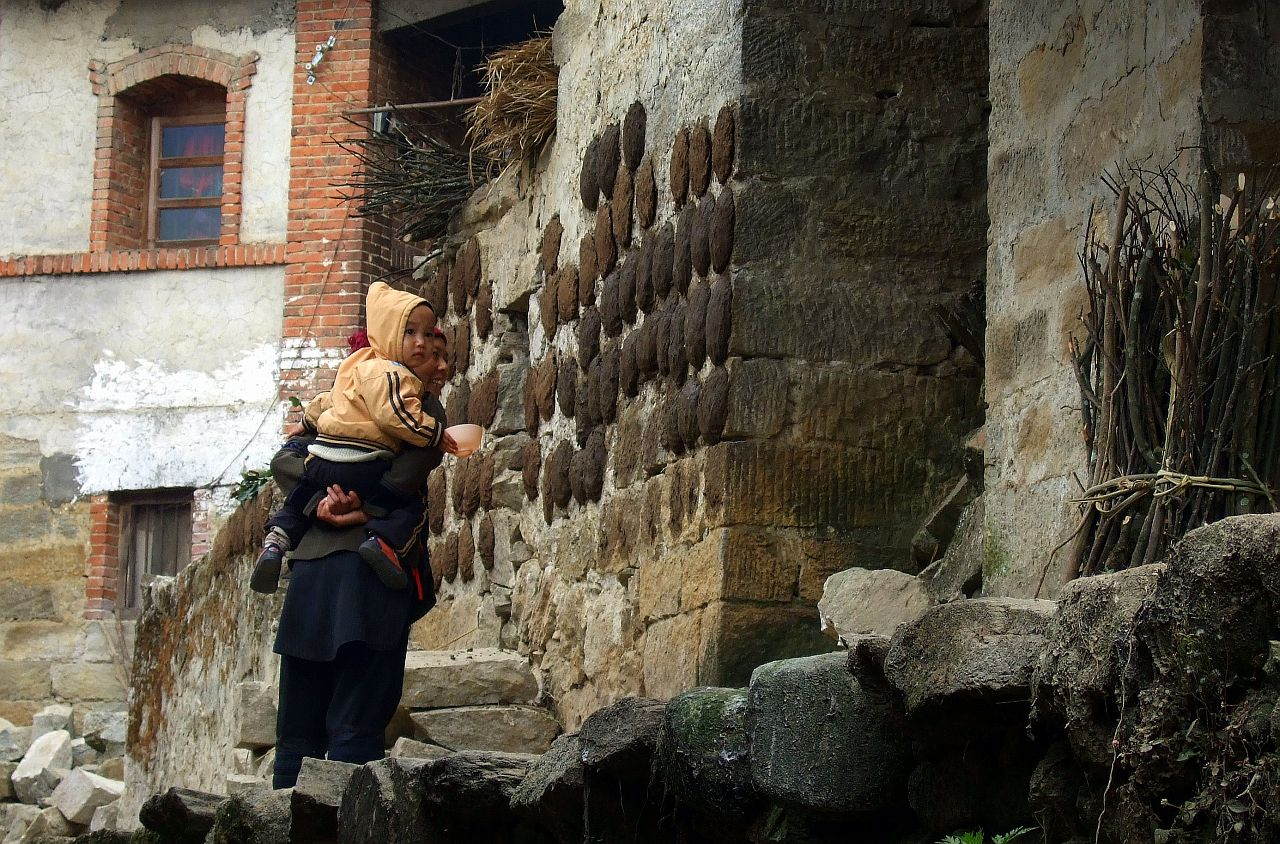
Bouses de buffle d'eau séchant sur un mur, village de minorité Hani, xian de Yuanyang, Sud de la province du Yunnan, en Chine.
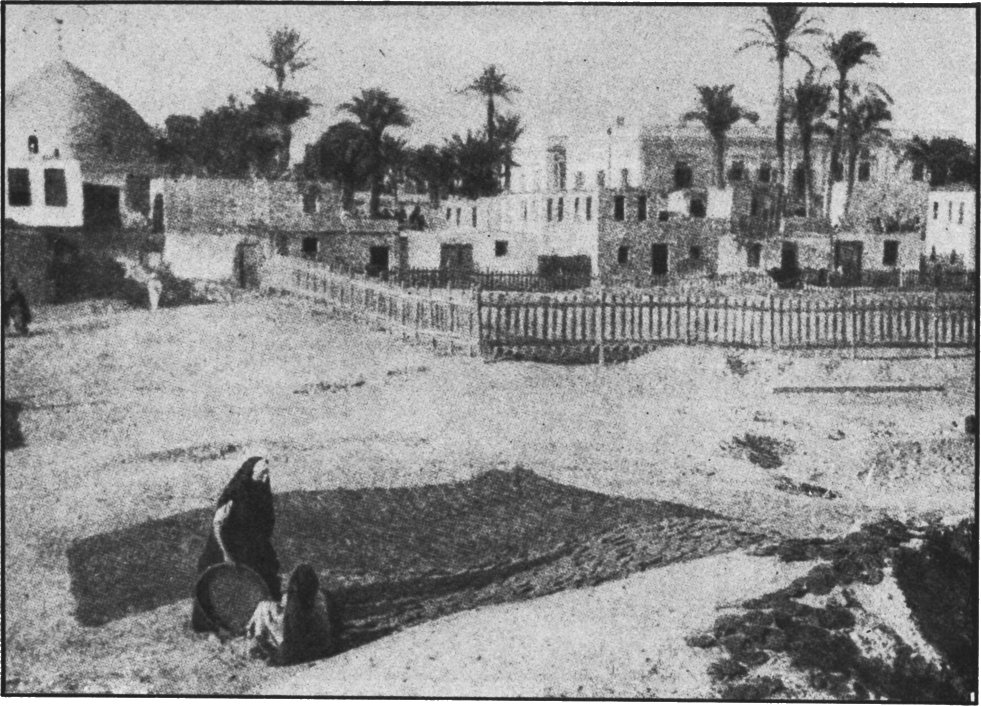
Femmes égyptiennes confectionnant du « gella ».
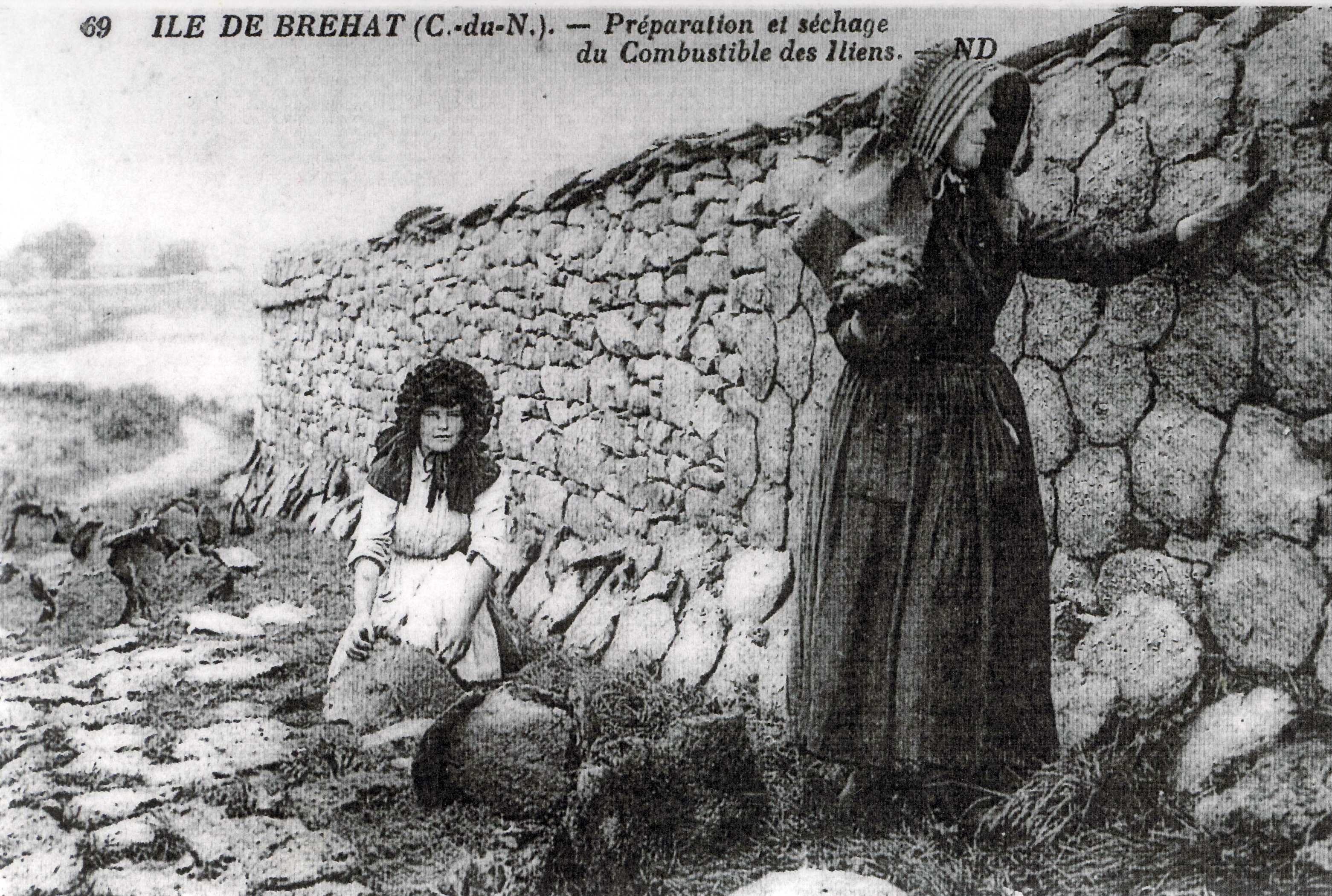
Bouses séchées préparées pour le chauffage, île de Bréhat, Côtes-d'Armor, vers 1900.
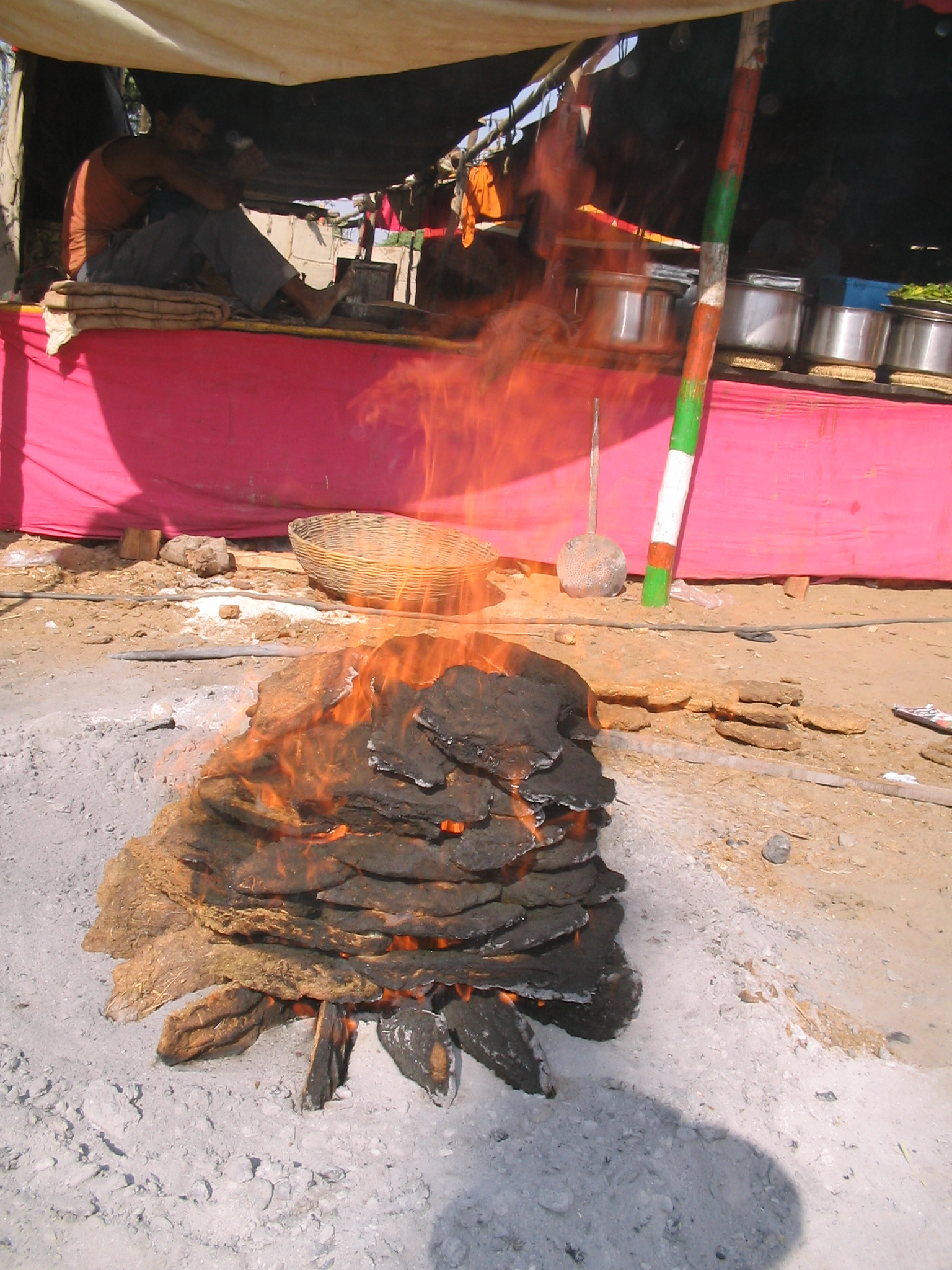
Feu de bouses séchées pour la préparation du repas à Pushkar, en Inde.
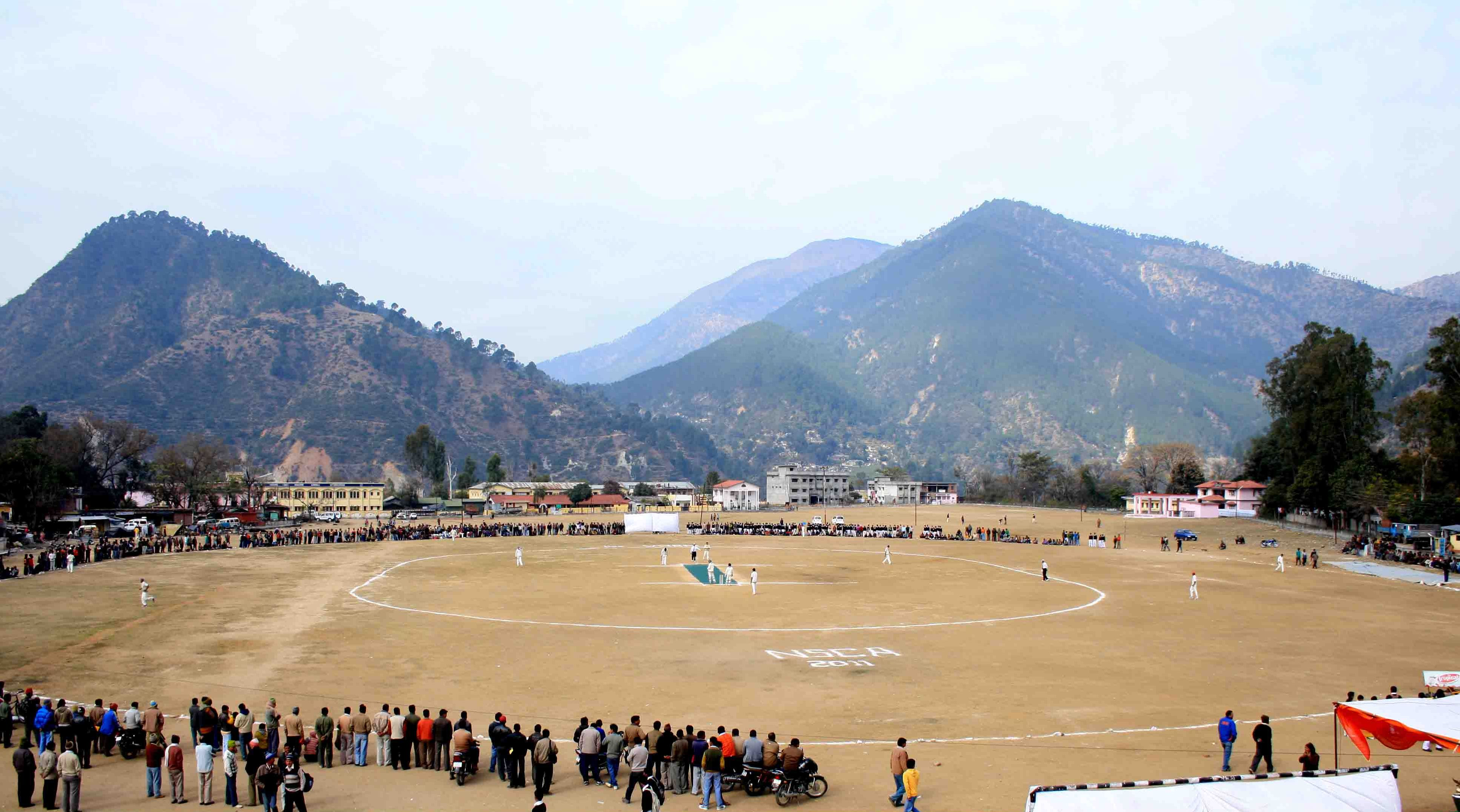
Brulage rituel de bouses de vache séchées à Gauchar (en), en Inde (Uttarakhand), permettant de déterminer la direction du vent.
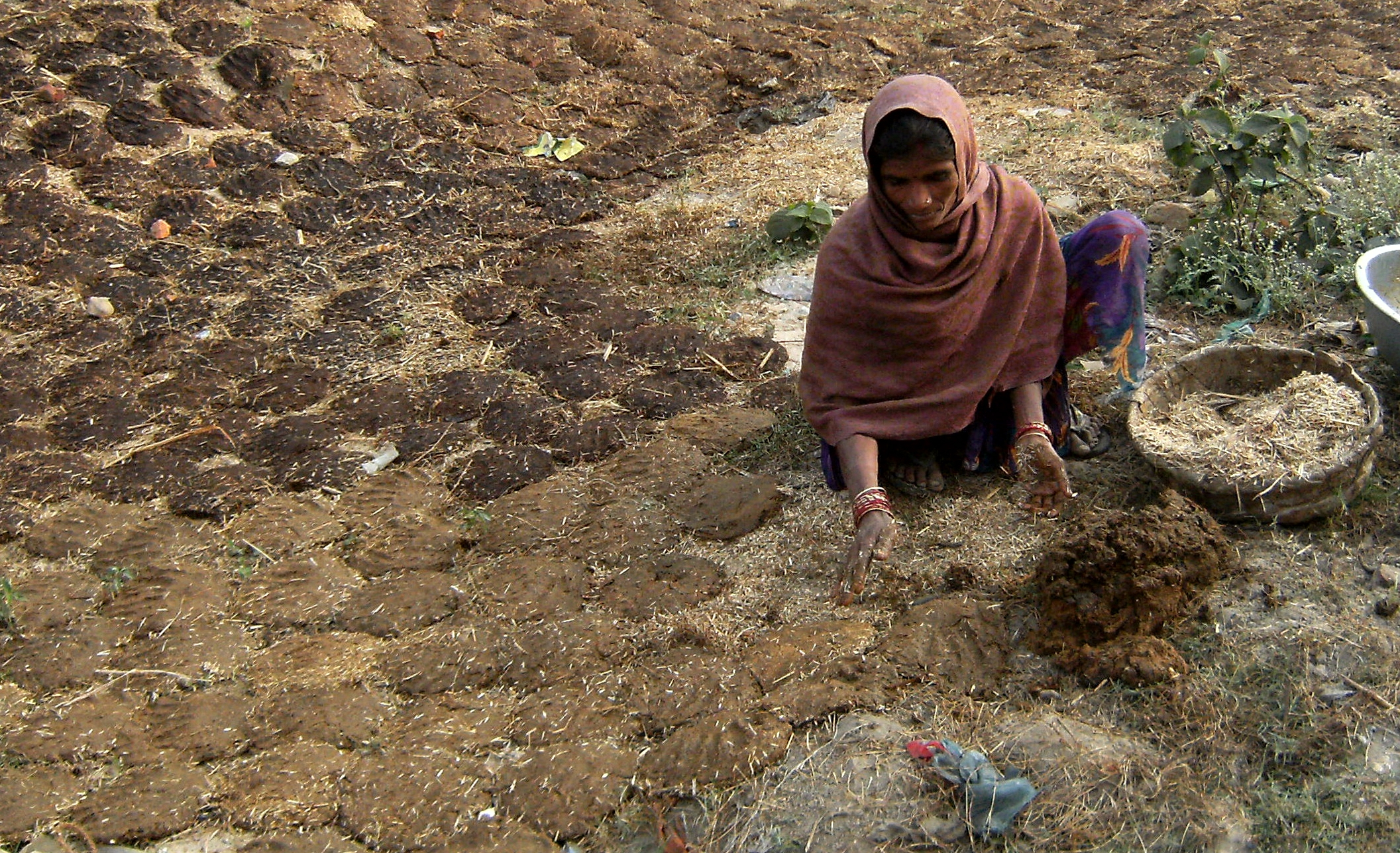
Façonnage de « komaya », en Inde.
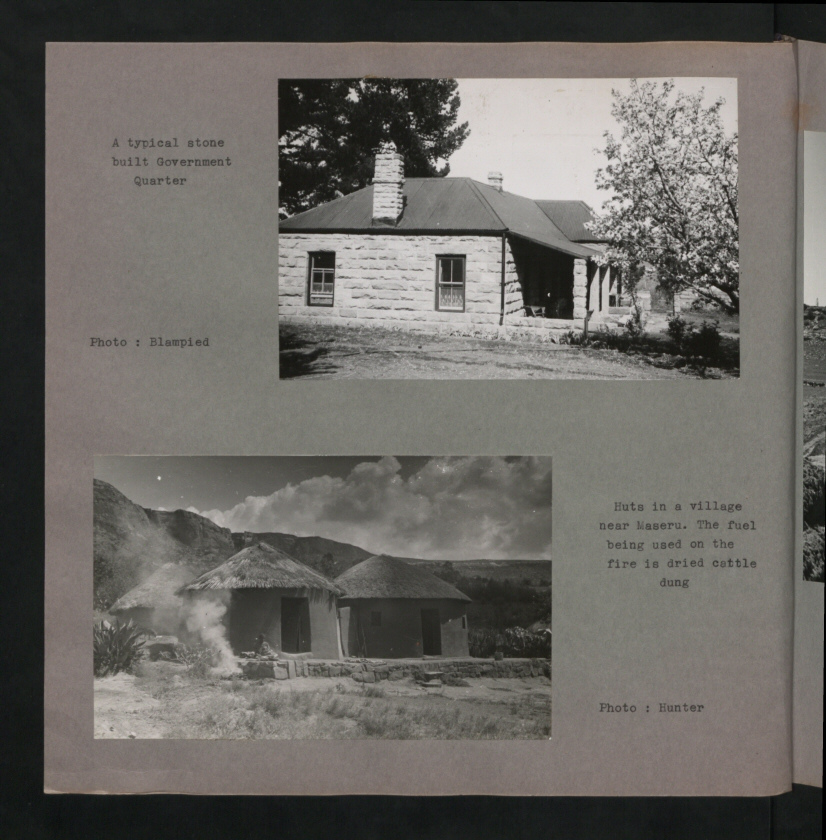
Huttes dans un village près de Maseru, au Lesotho ; le feu est alimenté au lisu.
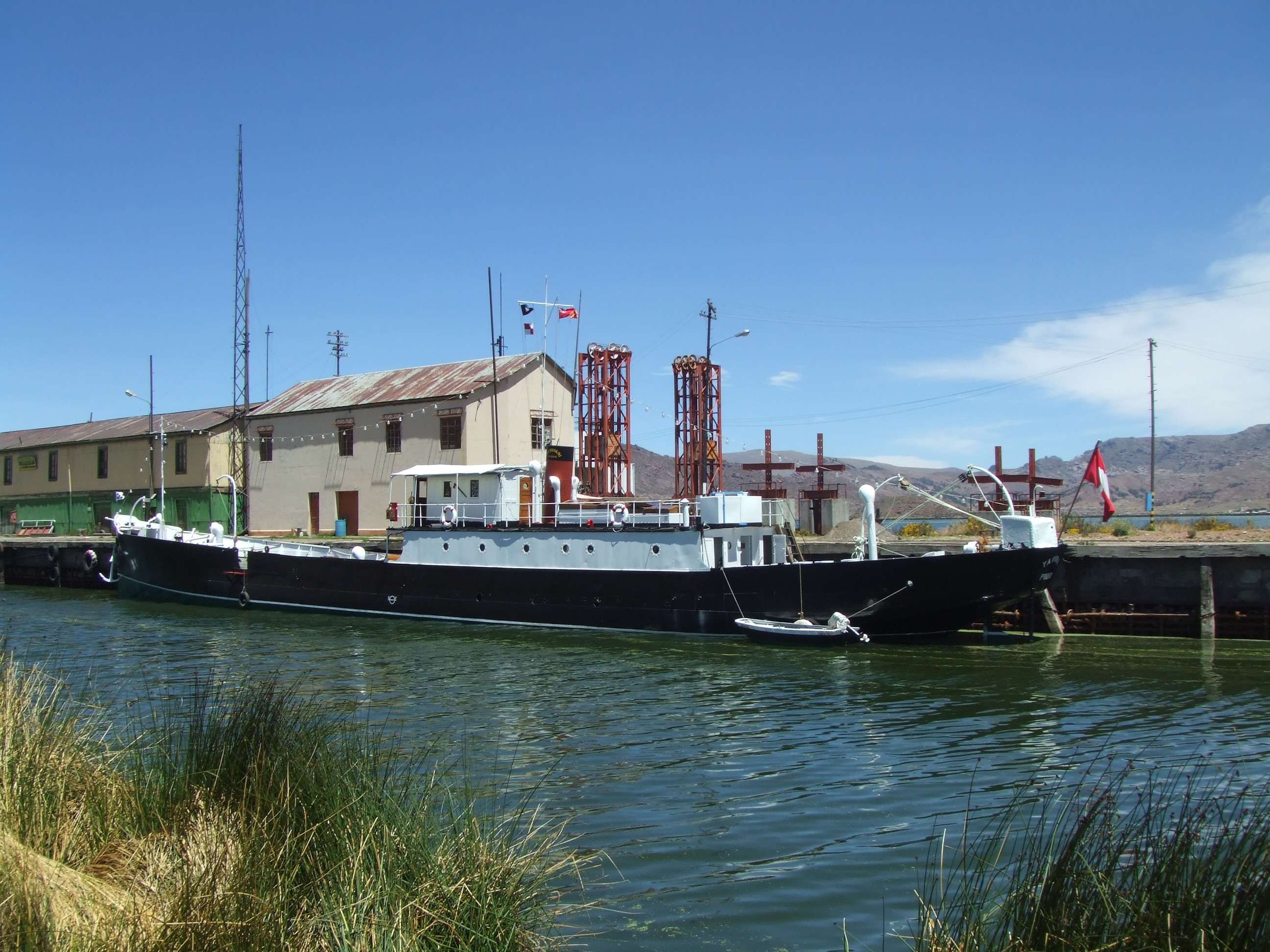
Le M.N. Yavari, canonnière péruvienne sur le lac Titicaca ayant fonctionné à la bouse de lama.